# Руденко Бела Андріївна
Бе́ла Андрі́ївна Руде́нко (18 серпня 1933 — 13 жовтня 2021) — українська оперна співачка, лірико-колоратурне сопрано. Заслужена артистка України (1959), Народна артистка СРСР (1960).

## Біографія
Народилася в м. Боково-Антрациті (Луганська область). Закінчила Одеську консерваторію (1956) по класу співу О. М. Благовидової.
1955 року дебютувала в Одеському театрі опери та балету. Від 1956 року — солістка Київської опери, від 1973 року — Великого театру. Відзначена на фестивалях і конкурсах у Москві й Тулузі (1956—1957).
З 1957 року Бела Руденко виступала з концертами (у її програмі твори західно-європейських і радянських композиторів та українські народні пісні) як в СРСР, так і в різних країнах Європи, США, Канаді, в Японії тощо.
З 1977 року викладала в Московської консерваторії імені П. І. Чайковського, з 1988 року — професор кафедри сольного співу.
В 1992 році очолила Фонд розвитку Великого театру.
Завершила творчу діяльність у 1995 році. Прощальним спектаклем співачки у Великому театрі була опера П. Чайковського «Іоланта». У 1995—1999 рр. Б. Руденко — художній керівник оперної трупи Великого театру.

## Оперні партії
- Джільда («Ріґолетто» Дж. Верді),
- Розіна («Севільський цирульник» Дж.-А. Россіні),
- Наташа («Війна і мир» С. Прокоф'єва),
- Віолетта («Травіата» Дж. Верді),
- Йолан, Ярина («Милана», «Арсенал» Ю. Майбороди) та ін.

## Оцінка творчості
«Бела Руденко росла від ролі до ролі, від вистави до вистави. Її рух був поступовим — без стрибків, але і без зривів. Її сходження на музичний Олімп було неухильним; вона не здіймається стрімко, а піднімалася, завзято завойовуючи все нові вершини в кожної нової партії, і від того так просто і впевнено її високе мистецтво і її видатні успіхи».— професор В. Тольба 
«Бела Руденко — одна з найвидатніших представниць сучасного радянського виконавського мистецтва. Рідкісне багатство тембрового і динамічного нюансування, пластичність і виразність вокальних фарб дозволяють Б. Руденко передавати всі різноманітності емоційного і психологічного змісту, ледь вловимі душевні рухи і настрої».— Т. Швачко. «Бела Руденко. Творчий портрет »
«Сопрано, які виконують запаморочливі пасажі, не вдаючись до штучних прийомів, беруть будь-яку ноту з абсолютною впевненістю, відтворюють трелі з легкістю флейтиста, — рідкісне явище. Бела Руденко — таке рідкісне явище. З усіх точок зору її виступ був тріумфом».— «Нью-Йорк таймс» (США) 
«У Бели Руденко сліпуча техніка, величезна музичне обдарування, виняткове сценічна чарівність».— «Daily worker» (Велика Британія) 
«Чудесний, прозорий і сильний голос співачки підкорив усіх. Її по праву можна назвати сьогодні одним з найкращих у світі колоратурних сопрано. Якщо ви хочете почути, як котяться перли по оксамиту — слухайте, як співає Бела Руденко».— «Майніті» (Японія)